# Drama
Drama obuhvaća sve književne vrste namijenjene izvođenju na pozornici, a koje svoj pravi smisao dobivaju u kazališnoj predstavi.

## Dramski tekst
predložak po kojem je nastala drama, prilagođen je kazališnoj izvedbi. Dijeli se na:
- popis lica ili osoba - stoji na početku dramskog teksta
- didaskalije - kratki opisi i upute redatelju i glumcima
- dijaloge - upravni govor dva lika koji izražava suprotnosti među likovima
- monologe - govor jednog lika bez sugovornika; služi za prikazivanje razmišljanja i idejnih stavova likova

## Vanjska kompozicija drame
sastoji se od:
- čina (akta) - veća dramska cjelina
- prizora (scene) - manji dijelovi predstave koji se izmjenjuju ulaskom ili izlaskom nekog lika na pozornicu; obično ih ima 10-15 u jednom činu, ali to nije strogo pravilo

## Unutarnja kompozicija drame
sastoji se od:
- dramske radnje koja se ostvaruje izmjenom dramskih situacija
- dramske situacije koja predstavlja odnos među likovima na sceni, najčešće je suprotstavljen
- dramskog sukoba koji se rađa iz suprotstavljenih odnosa među likovima i razvija se tijekom dramske kompozicije
- dramske kompozicije koju čine 
  - uvod ili ekspozicija - dio u kojem se upoznaju likovi i okolnosti radnje
  - zaplet ili komplikacija - dio u kojem počinje sukob; naziva se još i točka bez povratka
  - vrhunac ili kulminacija - dio ispunjen napetošću koja proizlazi iz dramskog sukoba
  - preokret ili peripetija - trenutak kad se u radnji dogodi nešto suprotno od onoga što se očekuje
  - rasplet - završni dio drame

## Pravilo o trojnom jedinstvu
Strogo klasično pravilo prema kojem radnja mora teći unutar triju jedinstava: mjesta, vremena i radnje.
Jedinstvo mjesta znači da se radnja odvija na jednom mjestu, jedinstvo vremena znači da se radnja morala dogoditi u jedinstvenom, neprekinutom vremenskom odsjeku, a jedinstvo radnje znači da nema isprepletanja dviju ili više usporednih radnji.

### Drama jednočinka
Jednočinkom se naziva drama koja se sastoji od jednoga čina, odriče se razgranate intrige, a može biti svedena na jedan lik; monodrama.

## Razvoj drame
Grčka komedija i tragedija imale su važan utjecaj na razvoj drame u svim europskim književnostima. U srednjem vijeku razvija se poseban tip drame koji nastaje na osnovi crkvenih vjerskih obreda, nazivaju se misteriji, mirakuli i moraliteti, a u našoj književnosti su to prikazanja. U takvim djelima obrađuju se događaji iz Kristovog života ili života pojedinih svetaca i mučenika.
Renesansna komedija slijedi antičku tradiciju. Na nju se naslanja i naš najveći komediograf Marin Držić. Vrhunac dramske umjetnosti u renesansi vezan je uz stvaralaštvo Williama Shakespearea. 
U razdoblju klasicizma dolazi do ponovnog oživljavanja antičke drame.
Razdoblje romantizma oštro se suprotstavlja normama klasicističke drame. Prikazuje se najčešće motiv odmetništva i sukob pojedinca s društvom.
U 20. stoljeću javlja se teatar apsurda. U takvim dramama, koje se odupiru tradiciji europske drame, razvija se težnja da se iskaže izgubljenost, osamljenost, tjeskoba i strah modernog čovjeka (E. Ionesco, S. Beckett).
Tespis je u 6. st. pr. Kr. uveo 1. glumca, Eshil uvodi 2. glumca, Sofoklo uvodi 3. glumca.

## Osnovne dramske vrste
- tragedija
- komedija
- drama - u užem smislu

Tragedija je književna vrsta nastala u staroj Grčkoj to jest 'ples jaraca' u čast boga Dioniza .To je drama u stihovima u kojoj glavni junak strada u sukobu s moralnim zakonima ili zbog nesretne sudbine težeći ka idealima. Junaci tragedija su veliki po ciljevima koje sebi postavljaju. Gledatelji se nadahnjuju primjerima njihove borbe i požrtvovnom ponašanju. 
Komedija na komičan način prikazuje mane i nedostatke društva i pojedinca, likovi su prirodniji nego u tragedijama i rasplet je uvijek sretan sve se završava pobjedom zdravog razuma u životu. Vrste komedija su: intrige karaktera, društvena karaktera i komedijske situacije. 
Drama u užem smislu prikazuje sukob suprotstavljenih stavova od kojih svaki teži pobjedi. Način prikazivanja je ozbiljan.

#### Ostale dramske vrste:
Monodrama je scensko djelo u kojem jedno lice recitira uz pratnju glazbe
Melodrama je komad s neprirodnom sentimentalnom tematikom ubojstva zbog grižnje savjesti s patetičnim neuvjerljivim raspletom nakon tragično jezivih situacija. Sve završava sretno .
Farsa je podvrsta komedije u kojoj su likovi jednako karikirani, a zapravo se radi na nesporazumu.
Podvig je laka komedija s popularnom melodijom.
Opera je glazbeno umjetničko djelo u kojem je u osnovi dramska radnja libreto.
Opereta ili mala opera je laka komedija sastavljena od dijaloga i pjevanja te praćena glazbom.
Igrokaz  je vedra igra za djecu u kojoj se na vedar i humorističan način upoznaje poroke i loše strane života.

## Radiodrama
Prva hrvatska radiodrama bila je drama pod nazivom Vatra i emitirana je 7. travnja 1927. godine. Pripada začecima europskoga radiodramskog stvaralaštva. Redatelj i autor je Ivo Šrepel, koji je pod pseudonimom Ivo Sanjić pobijedio na natječaju Radio Zagreba za radiodramu. Natječaj je objavljen u književnom časopisu Vijenac.

## Poveznice
- Scenska umjetnost
- Kazalište po državama
- Popis glumaca
- Popis redatelja
- Povijest kazališta
- Drama u odgoju